# Șahtî
Șahtî' (ru. Шахты) este un oraș din regiunea Rostov, Federația Rusă, cu o populație de 222.592 locuitori.